# 天主教廣島教區
天主教廣島教區（日语：カトリック広島教区；拉丁語：Dioecesis Hiroshimaensis）是天主教會在日本設立的16個教區之一，教座位於廣島市，管轄範圍包含廣島、岡山、山口、鳥取、島根等5縣。

## 歷史

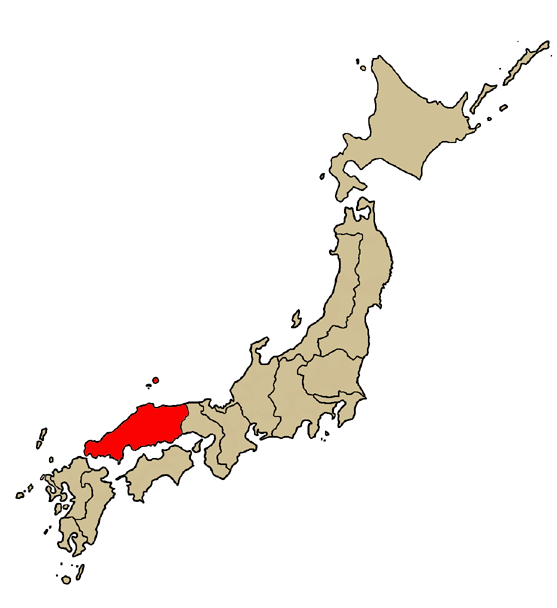
廣島教區管轄範圍圖

該教區的前身為一宗座代牧區，於1923年5月4日從大阪教區分拆出來，至1959年6月30日升格為現在的教區。

## 歷任主教
- 廣島宗座代牧
  - Heinrich Döring總主教（1921年6月16日－1927年7月14日）
  - Johannes Ross主教（1928年5月18日－1940年）
- 廣島主教
  - 野口由松主教（Dominic Yoshimatsu Noguchi，1959年12月19日－1985年3月29日）
  - 三末篤實主教（Joseph Atsumi Misue，1985年3月29日－2011年5月13日）
  - 前田萬葉主教（Thomas Aquinas Manyo Maeda，2011年5月13日－2014年8月20日）
  - 教座出缺（由大阪總主教前田萬葉任宗座署理，2014年8月20日－2016年9月19日）
  - 白濱滿主教（Alexis Mitsuru Shirahama, P.S.S（英语：Society of the Priests of Saint Sulpice），2016年9月19日－現任）

## 請參閱
- 日本天主教教區列表

## 外部連結
- 教區主頁 （页面存档备份，存于） （日語）
- Giga-Catholic Information （页面存档备份，存于） （英文）
- Catholic Hierarchy （页面存档备份，存于） （英文）